# Nachttisch

Nachttisch

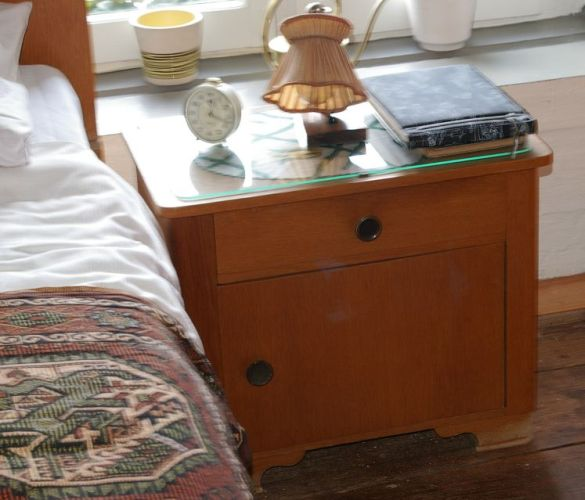
Nachttisch aus den 1930ern mit Fach für den Nachttopf

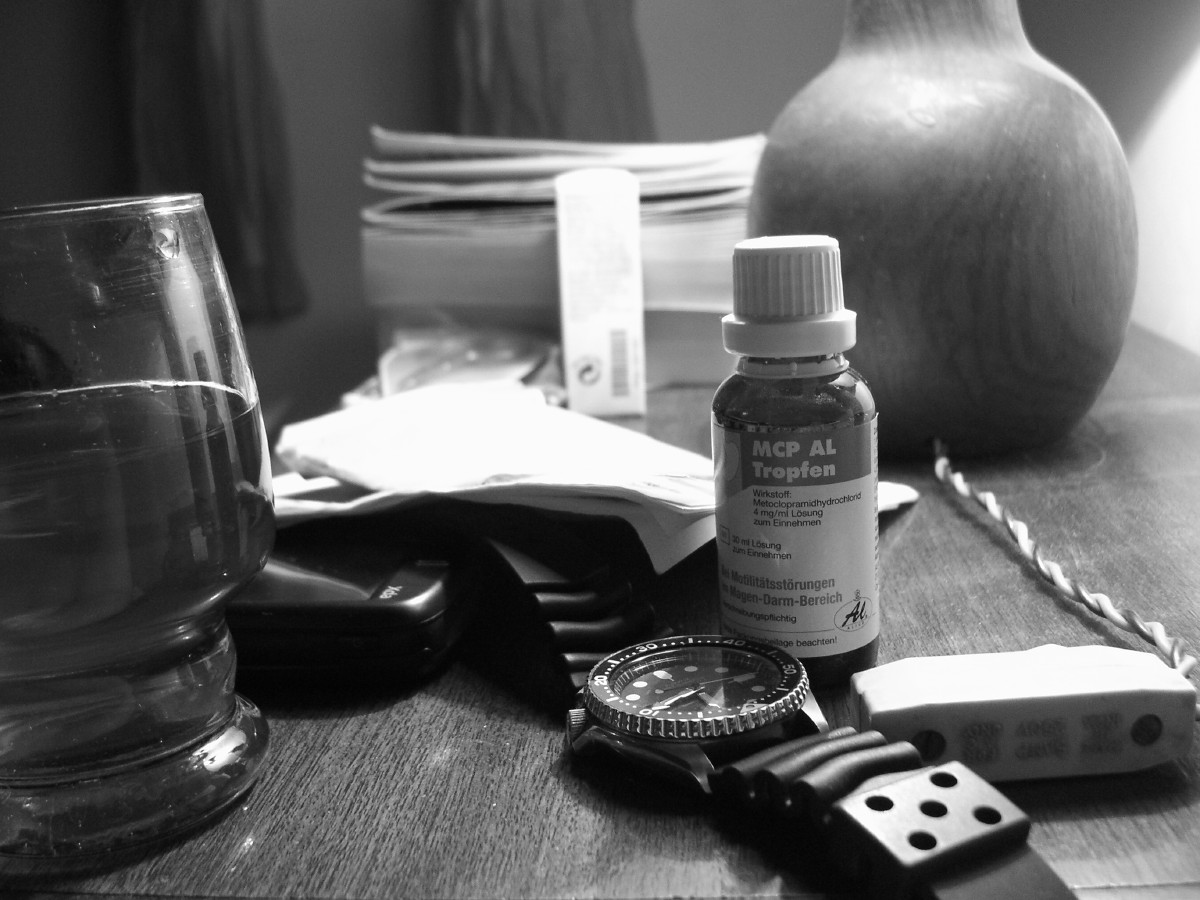
Fotografisches Stillleben eines Nachttischs

Ein Nachttisch (auch Nachtschrank, Nachtkonsole oder bayrisch Nachtkästchen) ist eine kleine Kommode oder ein kleiner Tisch, der meist am Kopfende eines Bettes aufgestellt wird. Er wird hauptsächlich genutzt, um Dinge unterzubringen, die man während der Nacht zur Verfügung haben möchte, ohne eigens aufstehen zu müssen. Dies können zum Beispiel sein:
- eine Leseleuchte (auch Nachttischlampe genannt);
- ein Wecker;
- Medikamente;
- Bettlektüre;
- ein Getränk;
- Taschentücher;
- ein Telefon oder ein Smartphone.

Bis in die 1940er Jahre, als in vielen Haushalten das Klosett noch entweder außerhalb des Wohnhauses oder zumindest im Treppenhaus lag und somit nachts nur schwer erreichbar war, wurde der Nachttisch auch genutzt, um darin einen Nachttopf aufzubewahren. Infolgedessen waren Nachttische damals eher kleine Schränke, d. h., sie besaßen hinter einer schließbaren Tür ausreichend Platz für einen Nachttopf.

Heutzutage sind Nachttische hingegen meist Kommoden und besitzen mehrere Schubladen.